# Cour constitutionnelle de Bulgarie
Pour les articles homonymes, voir Cour constitutionnelle.
La Cour constitutionnelle de Bulgarie est une juridiction bulgare chargée de contrôler la constitutionnalité des lois dont elle est saisie, ainsi que la conformité de ces lois avec les traités internationaux signés par le gouvernement.
Les 12 membres de la Cour constitutionnelle exercent un mandat de neuf ans. L'Assemblée nationale, le Parlement monocaméral de la Bulgarie, élit un tiers des juges. Le Président de la république de Bulgarie en nomme un tiers, et le tiers restant est désigné par le pouvoir judiciaire (réunion des membres de la Cour suprême de cassation de Bulgarie et de la Cour administrative suprême de Bulgarie). La Cour est renouvelée par tiers tous les trois ans.
En vertu des articles 147 à 152 de la Constitution bulgare de 1991, la Cour est chargée de contrôler la conformité des lois est autres actes de l'Assemblée nationale bulgare et les décrets du Président de la République (déjà promulgués). Elle se prononce également sur la conformité des lois promulguées aux normes générale du droit international et aux traités auxquels la Bulgarie est partie, ainsi que sur la conformité desdits traités à la Constitution bulgare avant leur ratification. Elle rend aussi des avis relatif à l'interprétation des dispositions constitutionnelles, en dehors du contrôle de constitutionnalité. Elle a la possibilité de réaliser un examen concret de la conformité de l'application des lois à la Constitution dans une affaire spécifique, sur renvoi de la Cour suprême de cassation ou de la Cour administrative suprême d'une procédure devant l'une d'elle. Elle tranche les conflits entre les différends organes nationaux et d'administrations centrale, ainsi qu'avec les entités décentralisées. Elle statue sur la conformité à la Constitution des activités des partis politiques. Elle juge de la régularité des élections du Président et du Vice-président et des députés, et se prononce sur griefs de trahison et de violation de la Constitution permettant la destitution de ces deux premières autorités susmentionnées par l'Assemblée nationale. Enfin, la Cour établit l'empêchement permanent du Président ou du Vice-président, entérine leur démission, statue sur l'inéligibilité ou l'incompatibilité des députés, et la démission, incompatibilité et l'inaptitude pendant plus d'un an d'un juge de la Cour constitutionnelle, ou lui retirer son immunité.

## Liste des présidents
| Nom                       | Terme                               |
| ------------------------- | ----------------------------------- |
| Asen Manov                | 3 octobre 1991 – 18 octobre 1994    |
| Asen Manov                | 18 octobre 1994-14 octobre 1997     |
| Jivko Stalev              | 14 octobre 1997 – 19 octobre 2000   |
| Christo Danov             | 19 octobre 2000 – 17 février 2003   |
| Rumen Yankov              | 28 février 2003 – 28 octobre 2003   |
| Nedelcho Beronov          | 28 octobre 2003 – 3 octobre 2006    |
| Rumen Yankov              | 8 novembre 2006 – 9 octobre 2009    |
| Evgueni Tanchev           | 16 novembre 2009 —15 novembre 2012  |
| Tsanka Todorova Petrova   | 16 novembre 2012 – 3 mars 2013      |
| Rumen Yankov              | 4 mars 2013 – 11 novembre 2015      |
| Boris Vladimirov Veltchev | 16 novembre 2015 – 15 novembre 2021 |
| Pavlina Panova            | 16 novembre 2021                    |

## Voir également
- Manifestation étudiante de 2013 en Bulgarie